# William John Burchell

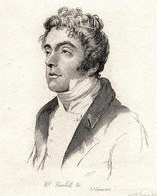
William John Burchell.

William John Burchell (Londres, 23 de julho de 1781— Londres, 23 de março de 1863) foi um botânico e desenhista britânico.

## Carreira
Membro da Linnean Society. Programou uma viagem extensa ao Brasil, com o intuito de coletar plantas para um herbário.  Chegou em 1825 como membro da missão inglesa de reconhecimento da Independência. Viajou do Rio de Janeiro ao Pará, retornando em 1830.
Em seus desenhos, como por exemplo aquele citado pela obra «Brasiliana da Biblioteca Nacional», Rio de Janeiro, 2001, «vemos que o foco de seu interesse é basicamente a natureza, dispensando vistas urbanas» e apresentando diminutas figuras humanas.
O reconhecimento restrito em seu país teria motivado seu suicídio. Havia reunido milhares de espécies botânicas, formando um rico herbário, e fez muitíssimos desenhos, hoje em coleções particulares.
William também descobriu uma espécia de suculentas na África: Lithops também conhecida como planta-pedra.

## Publicações
- Travels in the Interior of Southern Africa. 1. [S.l.]: Longman, Hurst, Rees, Orme, and Brown. 1822
- Travels in the Interior of Southern Africa. 2. [S.l.]: Longman, Hurst, Rees, Orme, and Brown. 1824